# شهرستان قرشی
ناحیهٔ قارشی (نخشب) (به ازبکی: Karshi District) یک منطقهٔ مسکونی در ازبکستان است که در ولایت کشک‌دریا واقع شده‌است.